# Eröffnungsfeier der Olympischen Sommerspiele 2024
Die Eröffnungsfeier der XXXIII. Olympischen Sommerspiele (französisch Cérémonie d’ouverture des Jeux olympiques d’été de 2024) fand am 26. Juli 2024 in der Pariser Innenstadt an und auf der Seine statt. Zusammen mit der Schlussfeier am 11. August 2024 bildete sie die zeitliche Umrahmung der Olympischen Sommerspiele.

## Ablauf
Die Zeremonie begann am 26. Juli 2024 um 19:30 Uhr Ortszeit (19:30 Uhr MESZ) unter teilweise strömendem Regen. Als Regisseur der Veranstaltung zeichnete der Theaterregisseur Thomas Jolly verantwortlich. Die olympische Flagge wurde in einer temporären Wettkampfstätte vor dem Palais de Chaillot und dem Eiffelturm versehentlich verkehrtherum gehisst.
Der französische Staatspräsident Emmanuel Macron erklärte die Spiele um 22:53 Uhr MESZ für eröffnet.
Der olympische Eid wurde von dem Schwimmer Florent Manaudou, der Diskuswerferin Mélina Robert-Michon, der Kampfrichterin Mélanie Tran und dem Trainer Christophe Massina gesprochen.

### Parade der Nationen und Fahnenträger
Die Eröffnungszeremonie der Sommerspiele wurde als eine Parade mit 600 Booten auf der Seine organisiert.
Auf einer Strecke von sechs Kilometern brachten 85 Binnenschiffe die Mannschaften mit mehreren Tausend Athleten über die Seine entlang einiger der bedeutendsten Sehenswürdigkeiten von Paris, von der Pont d’Austerlitz bis zum Eiffelturm und Place du Trocadéro et du 11 Novembre. Erstmals war kein klassisches Stadion Schauplatz einer Eröffnungsfeier der Olympischen Spiele.

### Olympische Flamme
Ein Hauptbestandteil der Zeremonie war das Entzünden der olympischen Flamme gegen Ende der Veranstaltung. Ein Fackelläufer lief während der Veranstaltung über den Dächern der Stadt. Weitere Fackelträger waren unter anderem Zinédine Zidane, Rafael Nadal, Serena Williams, Carl Lewis, Nadia Comaneci, Amélie Mauresmo, Tony Parker, Michaël Guigou, mehrere Para-Athleten (Alexis Henquinquant, Nantenin Keïta, Marie-Amélie Le Fur) und Charles Coste. Marie-José Pérec und Teddy Riner hatten gemeinsam die Ehre, das olympische Feuer zu entzünden, bevor es an einem Fesselballon aufstieg.
Die Flamme wurde im Tuileriengarten am Louvre entzündet und erhob sich dann mit dem Gasballon in den Pariser Nachthimmel, so dass sie über der Stadt leuchtete, in Erinnerung an die Charlière von Jacques Alexandre César Charles, die 1783 in den Jardin des Tuileries die erste bemannte Fahrt eines Gasballons durchführte, 10 Tage nach dem ersten bemannten freien Flug eines Heißluftballons der Gebrüder Montgolfier. Dieser stieg nur nachts auf, solange die Spiele andauerten. Tagsüber blieb die Installation am Boden und konnte von täglich bis zu 10.000 Besuchern in den Tuilerien besichtigt werden. Sie enthielt keine offene Flamme, sondern eine Ringkonstruktion mit einem Durchmesser von 7 Metern, in die Wasserdampf, der aus 200 Düsen kontinuierlich einströmte, von 40 starken LED-Scheinwerfern angestrahlt wurde. In einer Stunde verdampften daraus etwa drei Kubikmeter Wasser. Der Ballon war 30 Meter hoch und wurde vom Boden aus kontinuierlich mit Wasser und Elektrizität versorgt. Beides lieferte der staatliche Elektrizitätskonzern EDF als Sponsor der Spiele.

### Motive der Feier
Das Programm der Französischen Revolution Freiheit, Gleichheit, Brüderlichkeit (liberté, égalité, fraternité) wurde um die Schwesterlichkeit, die sororité, erweitert, indem berühmte Frauen, die eine bedeutsame historische Rolle für die Frauenbewegung gespielt hatten, in Form von Skulpturen vorgestellt wurden. Man zeigte Olympe de Gouges, Alice Milliat, Gisèle Halimi, Paulette Nardal, Jeanne Baret, Christine de Pizan, Louise Michel, Alice Guy, Simone Veil und Simone de Beauvoir.
Ein weiteres Motiv war die europäische Einigung, die als eine Einigung aus der gesellschaftlichen und politischen Diversität heraus beschrieben wurde. Europäische Symbole wie die Flagge der Europäischen Union wurden gezeigt.
Die Bedeutung der französischen Literatur wurde hervorgehoben durch eine Ballettszene, die im kürzlich renovierten historischen Lesesaal der Französischen Nationalbibliothek aufgenommen worden war. Eine Tänzerin, die ein großes Herz auf ihrem Oberteil trug, trat mit mehreren Tänzern auf, die sich gemeinsam in einer Choreografie durch den Saal und durch das Gebäude bewegten. Dabei wurden französische Klassikertitel, die sich um die Liebe drehten, gezeigt. Die Kunstflugstaffel der französischen Luftwaffe zeichnete ein riesiges rotes Herz in den Himmel über Paris.
Eine Personifikation von Jeanne d’Arc befuhr die Seine, auf einem Pferd aus Metall reitend, auf der gesamten Strecke der Eröffnungsfeier von der Pont d’Austerlitz bis zum Place du Trocadéro und überbrachte die olympische Fahne, welche anschließend gehisst wurde.

### Musikalisches Programm
Es waren etwa 3000 Künstler in das musikalisch untermalte Programm involviert. Der französische Sänger Slimane trat u. a. mit seinem Lied Mon amour auf und interpretierte den Dalida-Klassiker Malade gemeinsam mit Lara Fabian auf einer Voreröffnungsfeier in Saint-Denis, die im Fernsehsender France 2 übertragen wurde.
Die US-amerikanische Entertainerin Lady Gaga präsentierte den ersten musikalischen Akt mit dem Revuestück Mon truc en plumes von Zizi Jeanmaire. Die französische Metal-Band Gojira spielte gemeinsam mit der Opernsängerin Marina Viotti eine Coverversion des Revolutionsliedes Ah! Ça ira. Die Gruppe spielte an den Wänden der Conciergerie, wo auch eine Figur der enthaupteten Marie-Antoinette aufgestellt worden war, was in sozialen Medien teilweise heftig kritisiert wurde. Die malisch-französische R&B-Sängerin Aya Nakamura sang, von Tänzerinnen und Tänzern umgeben, ihre Hits Pookie und Djadja auf der Pont des Arts, wobei sie vom Orchester der Garde républicaine begleitet wurde.
Zu einem späteren Zeitpunkt der Eröffnungsfeier traten mehrere Drag Queens auf, darunter Nicky Doll und mehrere Teilnehmer von Drag Race France, die das Gemälde „Festin des Dieux“ von Jan van Bijlert nachstellten. Doll sang zudem das Lied I Had a Dream. Dem folgte eine Performance des Musikers Philippe Katerine, der im blauen Bodypaint umgeben von Früchten und Blumen auftrat. Während Katerine den griechischen Gott des Weines und der Ekstase Dionysos darstellen sollte, sahen manche darin eine Verkörperung des Comic-Charakters Papa Schlumpf. Auf einer schwimmenden Insel inmitten der Seine sang die Musikerin Juliette Armanet eine Coverversion des Liedes Imagine von John Lennon. Dabei wurde sie von Sofiane Pamart an einem Piano, das kontrolliert in Brand gesetzt wurde, begleitet. Die Fahrt auf der Seine mit der olympischen Fackel wurde untermalt von einer Neukomposition des Disco-Hits Supernature von Cerrone aus dem Jahr 1977, arrangiert mit 150 Musikern.
Den musikalischen Abschluss der Eröffnungsfeier stellte ein Auftritt der kanadischen Sängerin Celine Dion dar, die auf der ersten Ebene des Eiffelturms das Lied Hymne à l’amour von Édith Piaf interpretierte. Die ersten Töne des Chansons waren exakt in dem Moment zu hören, als das olympische Feuer entzündet wurde und einen gigantischen Heißluftballon aufsteigen ließ. Es war Dions erster musikalischer Auftritt, nachdem bei ihr im Jahr 2022 das Stiff-Person-Syndrom diagnostiziert worden war.

## Ausschluss startender Athleten
Im März 2024 entschied das IOC, dass Athleten aus Russland und Belarus, die unter der Bezeichnung Individuelle Neutrale Athleten an den Start gehen, nicht an der Eröffnungsfeier teilnehmen dürfen. 25 Athleten (14 Russen und 11 Belarussen) wurden für die Wettkämpfe zugelassen und waren vom Ausschluss der Zeremonie betroffen. Grund ist der russische Angriffskrieg in der Ukraine. Eine Teilnahme an der Abschlussfeier wurde später gestattet, unter der Auflage, keine Nationalsymbole zeigen zu dürfen. Auch die Flagge der AIN kam bei der Zeremonie nicht zum Einsatz.

## Fernsehübertragung

### Deutschland
Die Fernsehübertragung übernahm Das Erste von 18:00 Uhr bis 23:45 Uhr live. Tom Bartels und Friederike Hofmann kommentierten gemeinsam die Eröffnungsfeier. Es war „die meistgesehene Olympia-Eröffnung seit 20 Jahren“ mit über 10,1 Millionen Zuschauern und einem Marktanteil von 45,7 Prozent insgesamt. Unter den 14- bis 49-Jährigen lag der Marktanteil noch etwas höher bei 53,3 Prozent.
Auch Eurosport 1 berichtete von der Eröffnungsfeier. Sigi Heinrich kommentierte bei seinen 16. Olympischen Spielen. Als Co-Kommentator fungierte Olympiasieger Fabian Hambüchen. Die Übertragung hatte etwa 180.000 Zuschauer.

### Österreich
Im österreichischen Fernsehen wurde die Eröffnungsfeier von ORF 1 live übertragen.

### Frankreich
In Frankreich wurde die Eröffnungsfeier von France 2 übertragen und kam dabei mit einer Reichweite von über 22 Millionen Zuschauern auf eine Einschaltquote von 81,5 %. Es war die höchste Beteiligung seit dem Fußballspiel Frankreich gegen Argentinien bei der Fußballweltmeisterschaft 2022, das damals 24,08 Millionen (81 Prozent) der Zuschauer bei dem Privatsender TF1 einschalteten.

## Hörfunkübertragung
Die ARD brachte eine Liveübertragung auf der Olympiawelle, die für die Dauer der Spiele ganztägig als Eventkanal online betrieben wurde.
In Frankreich berichteten die Hörfunksender France Inter, France Info, France Bleu Paris und RTL mit Live-Kommentaren über die Eröffnungsfeier.

## Mediale Rezeption

### Besprechungen
Die Eröffnungszeremonie wurde von der französischen und internationalen Presse meist mit Begeisterung wahrgenommen, die das Bild eines modernen, offenen und vielfältigen Frankreich widerspiegele. Insbesondere die musikalischen Auftritte von Aya Nakamura und Celine Dion wurden hervorgehoben. Kritik wurde an der Länge der Veranstaltung und an technischen Problemen laut. Die Einbeziehung der Minions wurde kritisiert und als erweiterte Werbung bzw. als ablenkend empfunden. Der britische TV-Kritiker Nick Hilton bezeichnete die Eröffnungsfeier als „too much filler, too little killer“ und auch Kelly Lawler von USA Today schrieb, dass die Veranstaltung „nicht so sehr empörend“ war, aber gleichzeitig auch „nichts Besonderes“ geboten habe. Hingegen schrieb Jan Feddersen in der taz: „Die Pariser Olympiaeröffnung bot ein Monument an Schönheit, mit Witz und Kuriosität. Das war so gewollt, das war die Idee: dem Völkischen keinen Fußbreit, mit Stolz auf alle, die das Leben in Frankreich ausmachen.“

Die FAZ schrieb am Tag nach der Eröffnungsfeier unter anderem: „Zu lang (wie alle Olympiafeiern) und nicht selten wenig kurzweilig; manchmal zauberhaft, öfter jedoch prosaisch; durchweg bunt, bewegt und eindimensional – kurz: ebenso unausgeglichen und unausgegoren wie Jollys Inszenierungen von Shakespeare und Gounod, Seneca und Marivaux. Die Zeremonie wird, wie auch immer man sie beurteilen mag, in die Geschichte eingehen: Sie ist die erste, die nicht in einem Stadion, sondern auf (und an) einem Fluss ausgerichtet wurde, der Seine. 6800 Athleten wogten gestern Abend als Vertreter von 206 Landesdelegationen auf 85 Booten und Schiffen vom Pont d’Austerlitz zum Pont d’Iéna; den sechs Kilometer langen Parcours säumten Darbietungen von 3000 Künstlerinnen und Künstlern.“

### Kontroversen

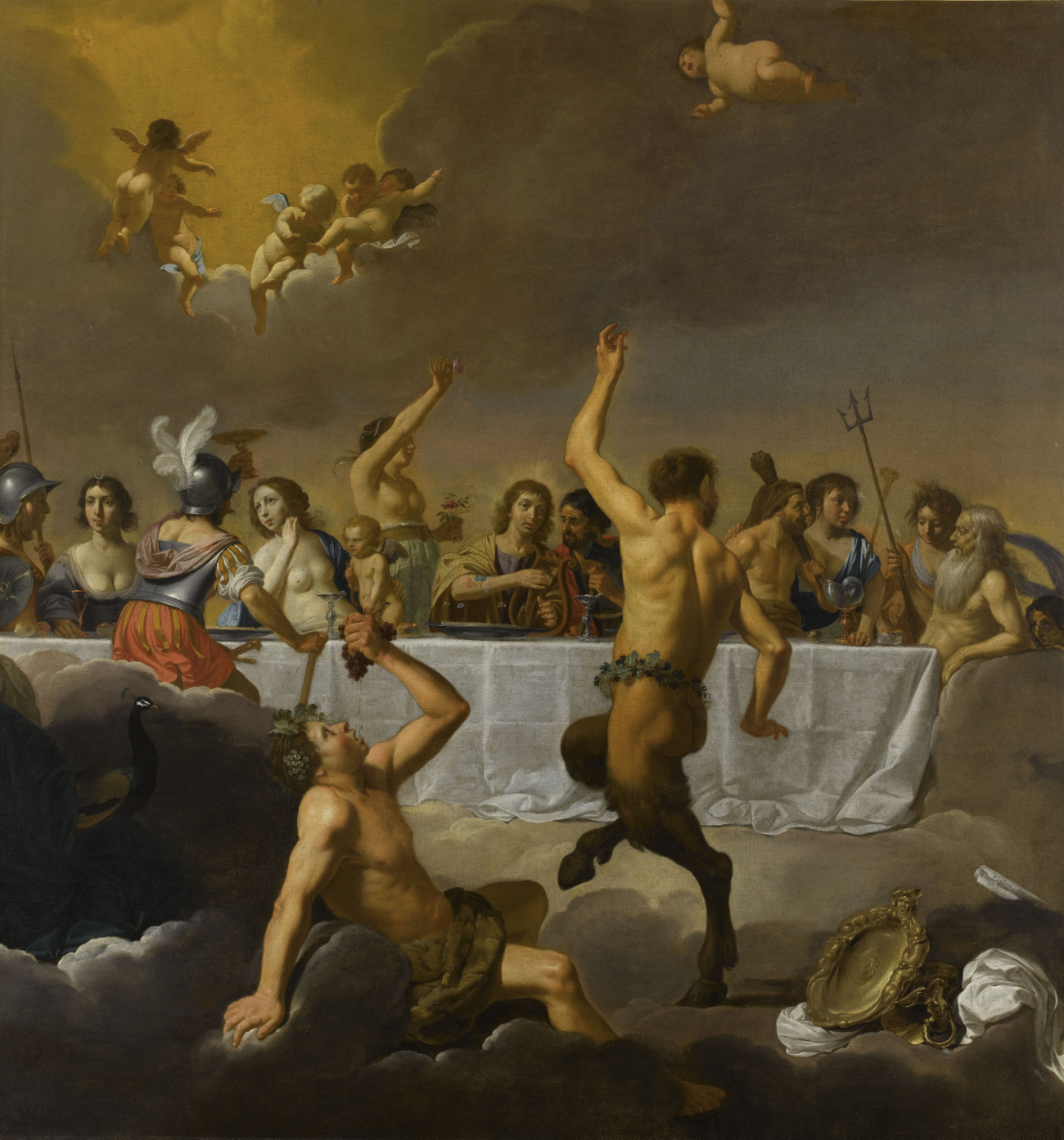
Das von den Drag Queens dargestellte „Festin des Dieux“ von Jan van Bijlert

Das letzte Abendmahl von Leonardo da Vinci, das angeblich verspottet wurde

Der Auftritt der Drag Queens, die in ihrer Choreografie das Gemälde Festin des Dieux von Jan van Bijlert nachstellten, wurde von der katholischen Kirche als vermeintliche Darstellung des Gemäldes Das Abendmahl scharf kritisiert. Die französische Bischofskonferenz und der Vatikan verurteilten die Darstellung als respektlos gegenüber christlichen Symbolen. Kurienerzbischof Vincenzo Paglia bezeichnete die Szene als „blasphemische Verhöhnung“. Ein Vertreter der russisch-orthodoxen Kirche sagte, dass ein „kulturell-historischer Selbstmord in einer der einst christlichen Hauptstädte der europäischen Zivilisation“ vor sich gehe. Auch in den sozialen Medien wurde die Darstellung unter anderem von konservativ-christlichen Internetnutzern scharf kritisiert und als Spott und geschmacklose Provokation bezeichnet. Das Segment wurde teilweise als ein Bacchanal gedeutet, Feierlichkeiten im antiken Rom, die oftmals mit wildester Ausgelassenheit zelebriert wurden. Thomas Jolly, der künstlerische Direktor der Eröffnungsfeier, nahm in einer Pressekonferenz Stellung zu den Anschuldigungen. In seinem Statement sagte er, dass man bei der Feier jeden einbeziehen wollte. Man habe in Frankreich Kunst- und Schaffensfreiheit. Man sei in Frankreich glücklich darüber, dass man in einem freien Land lebe. Er habe bei der Konzipierung keine spezielle Botschaft übermitteln wollen. In Frankreich könne man lieben, wen man will, und man habe das Recht, keiner Religion angehören zu müssen. Man habe viele Rechte in Frankreich, was Jolly bei der Inszenierung der Feier deutlich machen wollte. Am darauffolgenden Tag verneinte er in einem Interview beim französischen Fernsehsender BFM TV, dass die Inszenierung von Da Vincis Abendmahl inspiriert sei. Die Organisatoren entschuldigten sich für die Inszenierung und erklärten, dass „niemals die Absicht bestanden hat, Respektlosigkeit gegenüber religiösen Gefühlen zeigen zu wollen“. Deutsche protestantische Kirchenvertreter reagierten hingegen gelassen. Der Kulturbeauftragte der Evangelischen Kirche in Deutschland, Johann Hinrich Claussen, sagte gegenüber dem epd: „Es war eine große, bildreiche und mit Klischees spielende Show. Zu viel sollte man nicht in sie hineinlesen. Die Zukunft des Christentums wird andernorts entschieden.“
Rechtspopulistische Politiker, darunter Marion Maréchal und der Sprecher des Rassemblement National, Julien Odoul, kritisierten den Auftritt Aya Nakamuras auf der Veranstaltung. Maréchal bezeichnete die Eröffnungsfeier als „krude, woke Propaganda“. Im Vorfeld der Veranstaltung sah sich Nakamura mit rassistischen Anfeindungen konfrontiert. So zeigte die rechtsextreme Gruppierung Les Natifs ein Banner mit der Aufschrift „Hier ist kein Weg Aya. Das ist Paris, nicht der Markt von Bamako.“ Stimmen aus der Rechten empörten sich auch über die Darstellung der enthaupteten Marie-Antoinette.
Im Zuge der Teamvorstellungen wurde die Mannschaft von Südkorea fälschlicherweise als „République populaire démocratique de Corée“ vorgestellt. Das Internationale Olympische Komitee entschuldigte sich hierfür auf dem koreanischsprachigen X-Account. Das südkoreanische Sportministerium forderte das IOC auf, bezüglich des Vorfalls ein Treffen mit dem IOC-Präsidenten Thomas Bach zu arrangieren.
Bereits vor der Eröffnungsfeier wurde in Medien auf das Massaker von Paris hingewiesen, bei dem im Jahr 1961 protestierende Algerier von der Polizei getötet und ihre Leichen in die Seine geworfen wurden. Mitglieder der algerischen Delegation warfen während der Eröffnungsfeier Rosen in die Seine, um der Opfer des Massakers zu gedenken.

## Anschläge auf Bahninfrastruktur
In der Nacht vor der Eröffnungsfeier wurden an den Schnellfahrstrecken Atlantique, Nord und Est européenne mehrere Brandanschläge an Signalanlagen verübt und Kabelstränge durchtrennt. Ein vierter Anschlag auf die Südost-Strecke konnte verhindert werden. Aufgrund des Vorfalls konnten einige Sportler und Zuschauer nicht rechtzeitig nach Paris gelangen, um an der Eröffnungsfeier teilzunehmen, darunter auch drei deutsche Springreiter.